# 西尾忠久
西尾 忠久（にしお ただひさ、1930年〈昭和5年〉6月9日 - 2012年〈平成24年〉7月28日）は、日本のコピーライター、評論家。
鳥取県鳥取市出身。

## 略歴・人物
鳥取県に生まれる。関西大学経済学部卒。
大学在学中、谷沢永一主宰の同人誌『えんぴつ』に開高健らと参加。在学中に、三洋電機のハウスオーガン（PR誌）の文筆家として入社。宣伝部に配属されると共に、家電向けPR誌の編集を担当。未開だった日本の産業界・広告界でコピーライティングの実践をおこなうべく、また当時アメリカで主流になりつつあったクリエイティブ手法、ノン・グラフィックを創始したことで知られるDDBのクリエイティブシーンを松本善之助らと、共に日本で初めて紹介した。
1960年代には蟻田善造、梶祐輔らと共に、日本デザインセンターにコピーライティングのチーフとして就任。鈴木康行らの部下を育て上げる。その後は1964年に広告制作プロダクション、アド・エンジニアーズ・オブ・トーキョーを設立し、1969年まで同社社長を務める。また1970年代頃までは、アメリカならびに諸外国のクリエイティブシーンやそれに携わる人物を紹介する一方で、以降は広告対象のモノ（香水やクルマなど）に関する書籍を多数執筆している。
日本の広告史に大きな貢献を果たしたことから、2003年に東京コピーライターズクラブの名誉殿堂入りを果たすと共に、アド・エンジニアーズ社顧問の傍ら、また多摩美術大学で講師として、DDBなどの海外広告代理店のクリエイティヴから学んだ、広告コンセプトについての概論を40年近くにわたって、講義を担当した。
その傍ら、池波正太郎の時代小説鬼平犯科帳をこよなく愛し、鬼平に登場する史実について、寛政重修諸家譜や当時の切絵図等の膨大な資料を逐一調べ直した。鬼平関係の著書も晩年は多い。
2012年7月28日、食道がんにより死去。82歳没。墓所は多磨霊園。

## 有名なコピー
- お子さまのためにきょうの新聞を保存しておいてあげましょう。（富士銀行）[2]
- 6月12日 - 新しい「太陽」が昇ります。（平凡社・太陽）

など

## テレビ番組
- ほんもの談義　1976年10月〜1977年9月　司会（TBS）

## 著書
- 『効果的なコピー作法』（1963年／誠文堂新光社）
- 『NO.2主義宣言』（1967年／講談社ミリオン・ブックス）
- 『ニューヨークのアートディレクターたち』アイデア別冊 （1967年／誠文堂新光社）
- 『日本のコピーライター』（1968年／誠文堂新光社　ブレーンブックス）
- 『ボルボ−スウェーデンの雪と悪路が生んだ名車』（1968年／誠文堂新光社　ブレーンブックス）
- 『創造と環境』（1969年／誠文堂新光社 ブレーンブックス）
- 『みごとなコピーライター』（1969年／誠文堂新光社）
- 『売る−ヒット・キャンペーンの内幕』（1971年／日本経済新聞社）
- 『劇的なコピーライター』（1971年／誠文堂新光社）
- 『メリー・ウエルズ物語 -年収1億円の美人秘書』（1972年／日本経済新聞社）
- 『世界の有名品 持つことのすすめ知ることの楽しみ』（1975年／みんと）
- 『続世界の有名品 美しく食べ楽しく装う』（1976年／みんと）
- 『新・世界の有名品』（1977年／みんと）
- 『知的な女性のためのエレガンス商品学』（1977年／鎌倉書房）
- 『香港ショッピング案内 ひとりで歩く人のために』マイライフシリーズ（1979年／グラフ社）
- 『知らなかった一流品−どこで買い、どう使いこなすか厳選98』（1980年／KKロングセラーズ）
- 『トミ・アンゲラー絵本の世界』（1981年／誠文堂新光社）
- 『磁都の旅−マイセンと景徳鎮』（1981年／鎌倉書房）
- 『江戸・老舗さんぽ』（1982年／誠文堂新光社）
- 『おんな書誌学-捕物小説にみる』弥生叢書（1982年／国鉄厚生事業協会）
- 『こだわり商品学−男のモノ談義』（1982年／鎌倉書房）「男のこだわり図鑑」広済堂文庫
- 『雑学・世界の一流ブランド』（1982年／誠文堂新光社）
- 『ヴィトン読本』内山正絵（1982年／グラフ社）
- 『効果的なコピー作法』（1983年／誠文堂新光社）
- 『パリ名店さんぽ　+その周辺7ヵ国』（1983年／誠文堂新光社）
- 『ワープロ書斎術』（1985年／講談社現代新書）
- 『知的ワープロ生活術』（1986年／ビジネス・アスキー）
- 『ミステリー風味ロンドン案内』1-2（1988-90年／東京書籍）
- 『ミステリー風味グルメの世界』（1991年／東京書籍）
- 『「ワープロ嫌い」のワープロ術』（1991年／丸善ライブラリー）
- 『ベルギー風メグレ警視の料理』内山正絵（1992年／東京書籍）
- 『ミステリーがちょっぴり好きな友へ』（1993年／東京書籍）
- 『ミステリー気になる女たち』（1994年／東京書籍）
- 『探偵と恋人の愛の会話―スペンサーとスーザンに学ぶ』（1994年／太陽企画出版）
- 『「鬼平犯科帳」を助太刀いたす データで愉しむ全二十四巻・全一六四話』（1996年／KKベストセラーズ）
- 『「鬼平犯科帳」に恋して候 鬼平の魅力、再発見!』（1997年／清流出版）
- 『江戸の中間管理職長谷川平蔵 働きざかりに贈る『鬼平犯科帳』の教訓』（2000年／文春ネスコ）
- 『鬼平クイズ 『鬼平犯科帳』に真剣勝負!』（2001年／マガジンハウス）
- 『剣客商売 101の謎』（2003年／新潮文庫）
- 『クルマの広告 大人のための絵本』（2008年／ロングセラーズ）

## 編著
- 『繁栄を確約する広告代理店−DDB』ブレ−ン別冊 （1966年／誠文堂新光社）
- 『アート派広告代理店 その誕生と成功』ブレーン別冊 編著 （1968年／誠文堂新光社）
- ハーブ・ルバーリン -未来に挑戦したデザイナー- アイデア別冊 編著 （1969年／誠文堂新光社）
- 『トミ・アンゲラー』アイデア別冊 編著 （1967年／誠文堂新光社）
- アンチ・マジソン街の広告代理店−PKL ブレーン別冊 （1967年／誠文堂新光社）
- ヤング&ルビカム ブレーン別冊 （1969年／誠文堂新光社）
- ポール・デイビス アイデア別冊 編著 (1970年／誠文堂新光社)
- 『かぶと虫の図版100選』ブレーンブックス 編著 （1970年／誠文堂新光社）
- 『DDBドキュメント』ブレーンブックス 編訳 （1970年／誠文堂新光社）
- ミルトン・グレイサ− アイデア別冊 編著 （1971年／誠文堂新光社）
- プッシュピン・スタジオ アイデア別冊 編著 （1972年／誠文堂新光社）
- 『トミー・アンゲラー　シニカルなイラストレイター』編集　(1972年　誠文堂新光社)
- 『マジソン・アベニュー』ブレーン別冊 編訳 （1971年／誠文堂新光社）
- シーモア・クワスト アイデア別冊 編著 （1973年／誠文堂新光社）
- 『ヤング&ルビカム 世界第3位の広告代理店』誠文堂新光社　1973
- ジョン・アルコーン アイデア別冊 編著 （1974年／誠文堂新光社）
- ハンドバッグ マイライフシリーズNO.84 （1977年／グラフ社）
- イタリーの有名品 マイライフシリーズNO.89 （1977年／グラフ社）
- 日本のハンドバッグ マイライフシリーズNO.91 （1977年／グラフ社）
- ルイ・ヴィトン−その秘密と全製品カタログ マイライフデラックスシリーズカタログ版 （1978年／グラフ社）
- 香水のはなし 堅田道久共著 （1978年／東京アド・バンク）
- 『VWビートル−発想トレーニング副読本』（1980年／KKロングセラーズ）
- 『世界・名店さんぽ』著編 内山正絵（1982年／誠文堂新光社）
- 真夜中の漂泊者たち -NHK FMクロスオーバーイレブン ナレーション傑作集-（1986年／ゆまにて出版 ）
- 『ハーブ・ルバーリン 未来に挑戦したデザイナー』松本達共編　誠文堂新光社　1988
- 『鬼平犯科帳を歩く 彩色江戸名所図会50点収録』朝日カルチャーセンター講座シリーズ（2003年／旬報社）

## 翻訳
- ビクター・シュワッブ『広告コピー入門』木田宏子共訳（1963年／ダヴィッド社）
- 『フォルクスワーゲンの広告キャンペーン』編訳（1963年／美術出版社）
- デイヴィッド・オグルヴィ『ある広告人の告白 産業界に問題を投げかけた異色代理店の15年』松岡茂雄共訳（1964年／ダヴィッド社）
- ジェリー・デラ・フェミナ『広告界の殺し屋たち』栗原純子共訳 （1971年／誠文堂新光社）
- ジェームズ・ヤッフェ『アメリカのユダヤ人』（1972年／日本経済新聞社）
- 定本・西洋占星術 訳 パーカー夫妻著 （1975年／みんと）